# Острова Мона
Острова́ Мо́на — группа островов в Карском море у западного побережья полуострова Таймыр (Россия). Административно относятся к Таймырскому Долгано-Ненецкому району Красноярского края.

## География
Состоят из шести крупных и пяти малых (безымянных) скалистых гранитных островов, вытянутых с запада на восток вдоль берега Харитона Лаптева — восточного побережья полуострова Таймыр, на расстоянии от 20 до 40 километров от него. Расстояние от самого восточного до самого западного острова группы — немногим более 35 километров. Размер островов не превышает 4,7 километра в длину. Наивысшая точка островов — 42 метра. Названы в честь знаменитого норвежского метеоролога Генриха Мона. Входят в состав Большого Арктического заповедника.

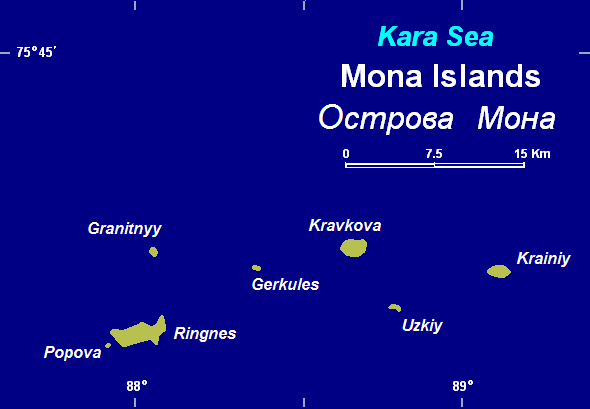
Острова Мона

### Состав
(с запада на восток):
- Рингнес — крупнейший остров группы, имеет вытянутую с запада на восток форму длиной около 4,65 километров и шириной до 1,5 километра в центральной части. Скалы острова достигают 38 метров в высоту. Берега обрывистые, высотой до 20 метров в южной части. Покрыт редкой тундровой растительностью — жёсткой травой и мхами. В западной части острова находится астрономический пункт. Ближайший крупный остров группы — Гранитный, лежит в 6 километрах к северо-востоку. К юго-западу от острова лежат два небольших безымянных острова длиной не более 650 метров. Назван в честь норвежской пивоваренной компании Ringnes, финансировавшей арктическую экспедицию Отто Свердрупа.
- Гранитный — расположен в северо-западной части группы в 6 километрах к северо-востоку от острова Рингнес и в 9,5 километрах к северо-западу от острова Геркулес. Имеет вытянутую форму длиной около 270 метров и шириной чуть менее 100 метров. Максимальная высота острова — 6 метров. В 300 метрах к северо-востоку от Гранитного лежит крошечный безымянный остров длиной около 90 метров.
- Геркулес — лежит в центральной части островов Мона в 6,8 километрах к западу от острова Кравкова и в 9,3 километрах к востоку от острова Рингнес. Представляет собой гранитную скалу высотой до 15 метров с основанием длиной 770 метров и шириной до 430 метров. Обрывы высотой до 12 метров. В 900 метрах к западу от него находится небольшой безымянный остров округлой формы диаметром менее 150 метров. Изначально был назван — остров Вейзеля, но впоследствии переименован в память о парусно-моторной шхуне «Геркулес», на которой совершал полярные экспедиции Владимир Русанов.
- Кравкова — расположен также в центральной части группы. Самый северный из островов Мона и второй по величине после острова Рингнес. Ближайшие острова — Геркулес и Узкий (в 4,6 километрах к юго-востоку). Имеет слегка вытянутую с запада на восток форму длиной 2,5 километра и шириной немногим более 1,5 километра. Бо́льшую часть острова занимают гранитные скалы высотой до 42 метров (наивысшая точка всей группы), при этом берега острова пологи. В западной части находится полярная станция Кравкова, ныне закрытая. Назван в честь погибшего в блокадном Ленинграде советского гидрографа Сергея Николаевича Кравкова[1].
- Узкий — небольшой вытянутый остров на юго-востоке от острова Кравкова. Имеет 1,2 километра в длину и шириной до 300 метров. В центральной части острова — скала высотой до 18 метров. Берега обрывистые, до 10 метров высотой.
- Крайний — самый восточный из островов Мона, с чем и связано его название. Имеет вытянутую с запада на восток форму длиной чуть менее 1,3 километра и шириной до 550 метров в широкой восточной части. Наивысшая точка острова — 15 метров. Берега обрывистые, высотой до 10 метров. Ближайший остров — Узкий, находится в 8 километрах к юго-западу.

Кроме того, 5 совсем небольших безымянных островов у берегов островов Рингнес, Гранитный, Геркулес и Кравкова.

## История

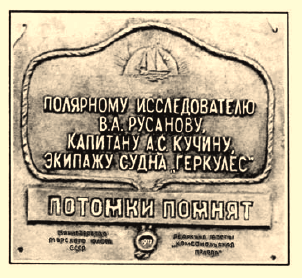
Мемориальная доска на острове Геркулес

Острова были обнаружены в августе 1893 года экспедицией Фритьофа Нансена на судне «Фрам». При этом остров Кравкова был открыт лишь в 1940 году гидрографической экспедицией под руководством С. Г. Карандашёва, занимавшейся гидрографическими исследованиями у берегов Таймыра.
В 1934 году исследователи, проводившие на острове Геркулес (тогда остров Вейзеля) топографические работы, натолкнулись на врытый в землю деревянный столб с надписью «Геркулес 1913». Двадцатью годами ранее где-то в районе Карского моря пропало судно «Геркулес», шедшее под руководством полярного исследователя геолога Владимира Русанова. В 1913 году Русанов намеревался пройти на «Геркулесе» вдоль всего северного побережья России. Поиски тогда результатов не дали, и открытие столба указывало на пребывание членов команды Русанова на острове. Это было подтверждено последующими находками — остатки одежды, патроны, компас, фотоаппарат, охотничий нож и другие вещи, принадлежавшие участникам экспедиции на «Геркулесе», обнаруженные на острове Попова-Чукчина (в то время безымянный). В память о погибшей экспедиции остров Вейзеля был переименован в остров Геркулес и на острове была установлена мемориальная доска.
В годы Великой Отечественной войны в районе островов Мона неоднократно вспыхивали бои между кораблями Советского Союза и фашистской Германии. Так, 23 сентября 1944 года у берегов острова Кравкова сторожевые корабли СКР-29 и АМ-120 сражались с немецкой подводной лодкой, при этом АМ-120 был потоплен другой субмариной немцев. 28 августа 1943 года там же погиб советский пароход «Диксон», 29 сентября того же года — затоплен пароход «Архангельск», а 1 октября — пароход «Сергей Киров».